# Stilobezzia albocincta
Stilobezzia albocincta är en tvåvingeart som beskrevs av Jean-Jacques Kieffer 1917. Stilobezzia albocincta ingår i släktet Stilobezzia och familjen svidknott.
Artens utbredningsområde är Paraguay. Inga underarter finns listade i Catalogue of Life.